# Jean Van Hamme

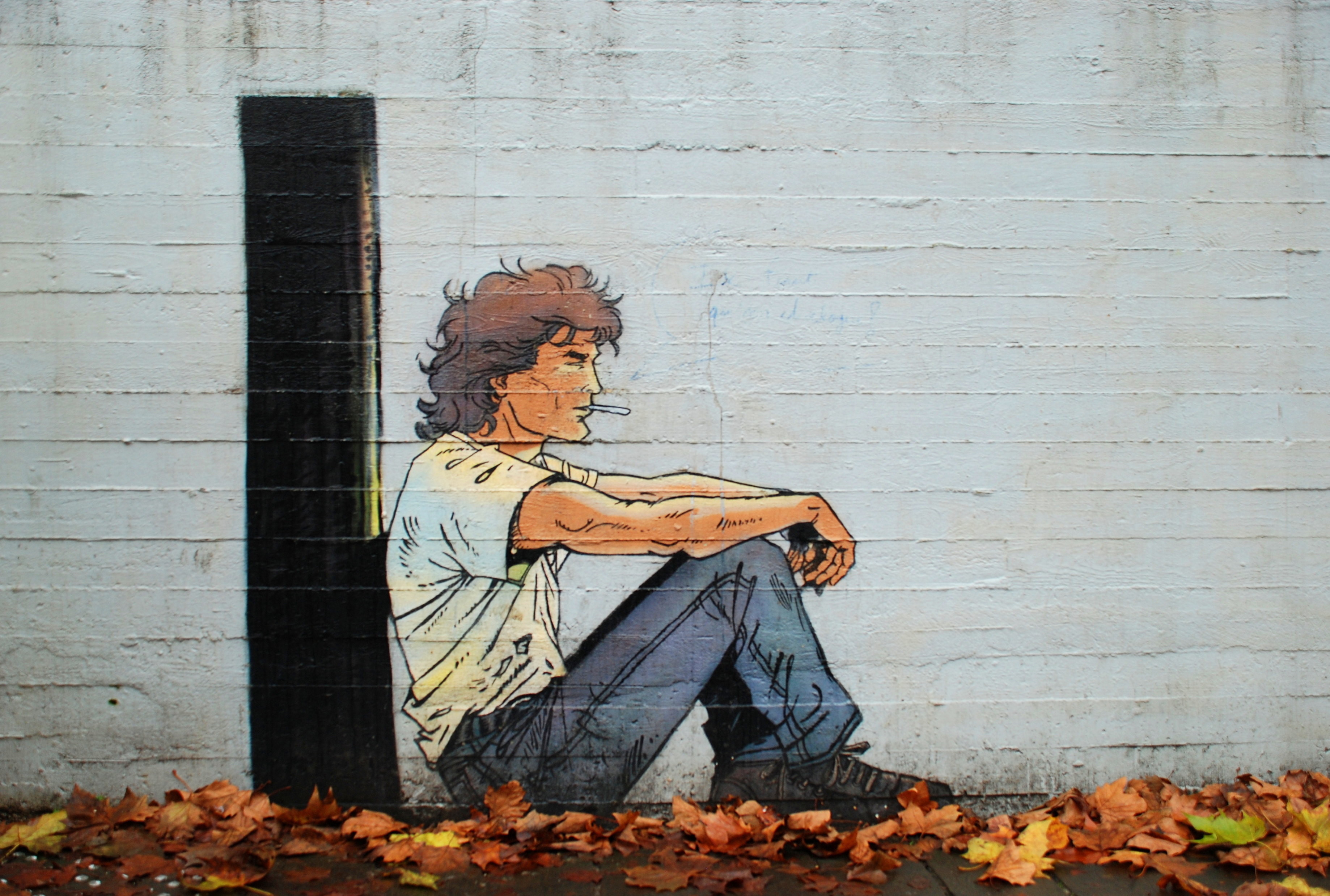
Mural de Largo Winch en la Plaza de las Ciencias de Lovaina-la-Nueva (Bélgica).

Jean Van Hamme (16 de enero de 1939) es un novelista belga y guionista de historietas. Ha escrito numerosos guiones de cómic, destacando Thorgal, XIII y Largo Winch.

## Biografía

### Primeros años
Jean Van Hamme nació en Bruselas en 1939. Tras estudiar administración de empresas en la Solvay Business School, trabajó como periodista y en el departamento de marketing de Philips. Entre tanto, comenzó a escribir, y uno de sus primeros guiones fue adaptado por Paul Cuvelier en 1968. En 1976, se convirtió en un escritor a tiempo completo, y en los próximos años, publicó siete novelas y algunos guiones de película.

### Thorgal, XIII y Largo Winch
Pero su principal obra se centra en el mundo del cómic. Fue en 1977, cuando Van Hamme creó el guion del héroe vikingo Thorgal ilustrado por Grzegorz Rosiński, un dibujante de cómic polaco aún relativamente desconocido en aquellos años. La mezcla de leyendas medievales y de fantasía heroica pronto se convirtió en un enorme éxito en la revista de historietas "Tintín". El dúo ganó importantes premios en la industria del cómic francés y belga.
En las décadas siguientes, Jean Van Hamme creó dos nuevas series de éxito, XIII (inspirado en "El caso Bourne" de Robert Ludlum) con William Vance y Largo Winch (basado en sus propias novelas), con Philippe Francq como dibujante. Otras series como "Los maestros cerveceros" o "El Gran Poder Del Chninkel" han sido alabados por la crítica pero no han tenido grandes ventas.
Van Hamme está reconocido como uno de los principales autores de cómic de Europa. Los dibujantes con los que trabaja dibujan los personajes en un estilo realista.
"Los maestros cerveceros" nos presenta la saga de una familia de fabricantes de cerveza. Cada historia es autoconclusiva, pero, unidas, forman un fresco familiar inigualable.
"Los maestros cerveceros" y "Largo Winch" se han trasladado a series de televisión, y "XIII" y "Largo Winch" sirvieron de base para los juegos de ordenador que llevan el mismo nombre.

### Las aventuras de Blake y Mortimer
Tras la muerte de Edgar Pierre Jacobs, cuando Bob de Moor completó la última historia inconclusa de Blake y Mortimer, el editor pidió a Van Hamme que escribiera nuevas historias. La primera de ellas, dibujada por T. Benoit, El caso Francis Blake, apareció en 1996 y en el 2001, con el mismo dibujante, La extraña cita. El 2 de enero de 2013 publicó el primer tomo de "La maldición de los treinta denarios" con René Sterne y Chantal De Spiegeleer como dibujantes y Laurence Croix como colorista. El 22 de enero de 2016, Jean Van Hamme lanzó el segundo tomo de "La maldición de los treinta denarios" con Antoine Aubin y Étienne Schréder como dibujantes y Laurence Croix como colorista. El 19 de noviembre de 2021, Jean Van Hamme lanzó "El último Epadón" (nº 28 de "Las aventuras de Blake y Mortimer") con Teun Berserik y Peter Van Dongen como dibujantes y Peter Van Dongen como colorista. El resto de aventuras de la serie ha sido realizado por Y. Sente, André Juillard, Jean Dufaux, Antoine Aubin, Étienne Schréder, Teun Berserik, Peter Van Dongen y Christian Cailleaux.
En 2002, Jean Van Hamme anunció su intención de escribir un menor número de cómics, y concentrarse más en el teatro y guiones de cine, pero parece haber cambiado de idea otra vez y desde entonces ha creado dos nuevas historias. Parece que ha abandonado dos de sus más exitosas series, Thorgal y XIII, aunque no se ha opuesto a que otros autores continúen las serie.
Van Hamme es uno de los mayores escritores de cómics europeos en ventas, muchos de sus álbumes han entrado en las listas de ventas de cada año. En 2006, el último álbum de Thorgal fue quinto en la lista francesa con 280.000 ejemplares vendidos. En 2005, XIII y Largo Winch compartieron el cuarto lugar con 500.000 ejemplares cada uno.

## Premios
- 1990 Premio Haxtur al "Mejor Guion" por "XIII" Salón Internacional del Cómic del Principado de Asturias-Gijón
- 1996 Premio Haxtur al "Mejor Guion" por "Largo Winch#5-6" Salón Internacional del Cómic del Principado de Asturias-Gijón
- 1996 Premio Haxtur a la "Mejor Historia Larga" por "Largo Winch#5-6" Salón Internacional del Cómic del Principado de Asturias-Gijón
- Nominado al Premio Haxtur en nueve ocasiones del año 1990 al 1996

## Revistas
- Norman Fernández. Cuando lo viejo se viste de nuevo. El Wendigo.  Número 46 . (1989).El Wendigo. D.L. M-3362-1977.-ISSN 1575-9482
- Norman Fernández..El hijo de las estrellas. El Wendigo. Número 48 . (1989)
- Germán Menéndez.Un guionista excepcional: Jean Van Hamme. El Wendigo. N.º 50  (1990)
- G. Menéndez y N. Fdez. La loba y el 3 de agosto. El Wendigo N.º 53  (1991)
- Faustino R. Arbesú. Van Hamme: en desagravio. El Wendigo. N.º 55  (1992)
- Jordi Juanmartí. El largo brazo de Jean Van Hamme. El Wendigo. N.º 64  (1994)
- Faustino R. Arbesú. Jean Van Hamme El Wendigo. N.º 73  (1997)